# Astragalus chaidamuensis
Astragalus chaidamuensis là một loài thực vật có hoa trong họ Đậu. Loài này được (S.B. Ho) Podl. & L.R. Xu mô tả khoa học đầu tiên năm 2004.